# Михайловка (Гусельниковский сельсовет)
Михайловка — упразднённый посёлок в Искитимском районе Новосибирской области. На момент упразднения входил в состав Гусельниковского сельсовета. Исключен из учётных данных в 1970 году.

## География
Посёлок располагался в истоке реки Правая Талица, в 12,5 км (по прямой) к юго-востоку от села Гусельниково.

## История
Посёлок был основан в 1918 году. В 1928 году посёлок Михайловский состоял из 25 хозяйств. В административном отношении входил в состав Гусельниковского сельсовета Легостаевского района Новосибирского округа Сибирского края.
Решением Новосибирского облисполкома от 20.07.1970 г. № 505 посёлок исключен из учётных данных как фактически не существующий.

## Население
По переписи 1926 г. в поселке проживало 149 человек (80 мужчин и 69 женщин), основное население — русские